# كفر اللوز (مسلسل)
كفر اللوز مسلسل كوميدي فلسطيني يقدم نقدًا للواقع الاجتماعي الفلسطيني العربي بشكل فكاهي حاملًا رسائل سياسية وواقعية. بدأ عرضه عام 2016، وأنتج جزء آخر منه عام 2020. صورت المشاهد في قرية عبوين شمال محافظة رام الله والبيرة، وقرية بورين جنوب محافظة نابلس.
تناول الجزء الثاني قضايا أكثر عمقًا وأكثر واقعية أيضًا، كما أنه أكثر غنى بالمواقع الجغرافية، وعدد الشخصيات والضيوف. تعرض الجزء الثاني إلى حذف كل المشاهد المتعلقة بالشرطة الفلسطينية.

## قصة المسلسل
تدور أحداث المسلسل حول قرية فلسطينية افتراضية اسمها «كفر اللوز» تتصارع فيها ثلاث عائلات على منصب «الحُكم» لرئاسة المجلس القروي ولكل منها مبرراتها، كما تعرض قصص أخرى مثل معارضة كبار السن إدخال التكنولوجيا إلى القرية وغيرها. 

## فريق العمل
يشارك في مسلسل«كفر اللوز» الذي كتبه وأخرجه بشار النجار، وأنتجه تلفزيون فلسطين، عدد من الفنانين الفلسطينيين والأردنيين منهم: حسام أبو عيشة، وحسين نخلة، وسعيد سعادة، وسعيد البيطار، ونضال المهلوس، وسهير فهد، ونجاح أبو الهيجا، وملاك أبو غربية، ودارين حسن، محمد مشهور النجار، وأمجد نصار، وساهر ظاهر، وعدنان البوبلي وراشد صالح وغيرهم.